# Parbatipur Upazila
Parbatipur är ett underdistrikt i Bangladesh. Det ligger i den nordvästra delen av landet, 260 km nordväst om huvudstaden Dhaka.
Trakten runt Parbatipur består till största delen av jordbruksmark. Runt Parbatipur är det tätbefolkat, med 913 invånare per kvadratkilometer.